# Tabanus speculum
Tabanus speculum är en tvåvingeart som beskrevs av Walker 1861. Tabanus speculum ingår i släktet Tabanus och familjen bromsar. Inga underarter finns listade i Catalogue of Life.